# Richard Stayner
Richard Stayner (1625 - octubre de 1662) fue un marino militar inglés, destacado participante en los principales conflictos bélicos de su época.

## Biografía
Poco se sabe sobre sus primeros años de servicio en la marina, apuntándose la posibilidad de que ejerciese algún rango inferior en las fuerzas parlamentarias durante la guerra civil inglesa. La primera noticia cierta que se tiene sobre él data de 1649, cuando se le confirió el mando del Elizabeth, con el que llevó a cabo algunas acciones navales en la costa de Essex y en el mar del Norte. 
En 1652 comandaba el Mermaid, y al año siguiente el Foresight, con el que bajo las órdenes de Robert Blake participó en la primera guerra anglo-neerlandesa que la Commonwealth de Inglaterra bajo el liderazgo de Oliver Cromwell mantenía contra las Provincias Unidas de los Países Bajos. 
En junio de 1653 sirvió en la flota de William Penn. En diciembre, por intermediación del general Monck, se le confirió el mando de una nave mayor, el Plymouth, con el que patrulló nuevamente por el mar del Norte.
En 1654, acabada la guerra con las Provincias Unidas, combatió a los piratas berberiscos en el Mediterráneo bajo las órdenes de Blake, patroneando el Catherine, tomando parte en el exitoso ataque a Porto Farina. Regresó a Inglaterra en octubre de 1655.
Poco después se desató la guerra entre España e Inglaterra, motivada por la rivalidad comercial entre ambos países en las Indias. En febrero de 1656 Stayner comandó el Bridgwater, participando junto a la armada de Blake en el bloqueo a Cádiz, llevado a cabo con el objetivo de capturar la flota de Indias española. En mayo Blake se dirigió a Lisboa, dejando a Stayner al frente de la armada inglesa, que en septiembre interceptó la flota de Juan de Hoyos proveniente de América en la batalla de Cádiz, tomando a las naves españolas un botín de 600.000 libras.
En abril del año siguiente, a bordo de la fragata Speaker, tuvo una actuación primordial en el ataque que la armada inglesa de Blake llevó a cabo contra la flota de Indias que bajo el mando de Diego de Egües estaba fondeada en el puerto de Santa Cruz de Tenerife; todos los navíos españoles resultaron destruidos a cambio de un número mínimo de bajas en el bando inglés (aunque el tesoro se salva porque ha sido desembarcado); a su regreso a Inglaterra Stayner fue nombrado caballero por Cromwell.
En 1658 participó en la batalla de las Dunas (aunque su flota no llegó a entrar en combate), nominalmente como segundo de Edward Montagu, aunque dadas las frecuentes ausencias de éste en Londres Stayner actuaba de facto como comandante en jefe. En verano de 1659 era contralmirante de Montagu en el estrecho de Sund, y en 1660, con el mismo rango, formaba parte de la flota que escoltó a Carlos II de Inglaterra de vuelta a las islas británicas tras su exilio en los Países Bajos Españoles; tras la restauración de Carlos II en el trono de Inglaterra fue nuevamente nombrado caballero, ya que su nombramiento anterior, hecho por el gobierno de Cromwell, no le fue reconocido.
En 1662 fue vicealmirante de la flota de John Lawson destinada en el Mediterráneo y la costa portuguesa. Murió a bordo del Mary, y su cuerpo fue embalsamado y trasladado a Inglaterra para su entierro.